# Claudio Pedrotti
Claudio Pedrotti (Bolzano, 22 luglio 1950) è un politico e ingegnere italiano, sindaco di Pordenone dal 2011 al 2016 e presidente dell'omonima provincia dal 2014 al 2016.

## Biografia
Pedrotti nasce a Bolzano nel 1950. Nel 1975 si laurea in ingegneria elettronica presso l'Università di Padova fino a stabilirsi definitivamente a Pordenone nel 1979, anno in cui inizia a lavorare come impiegato presso il settore elettrodomestici di Electrolux. Dal 1987 al 1990 copre il ruolo di responsabile dell'automazione e sistemi di gestione della fabbrica ad alta automazione del comune di Porcia. A partire dal 1994 inizia a gestire progetti informatici specializzati in altri paesi europei quali Francia, Germania, Spagna, Ungheria e Romania.
Si ritira da impiegato nel 2011, anno in cui decide di entrare in politica candidandosi a sindaco di Pordenone per il Partito Democratico a capo di una coalizione di centro-sinistra per le elezioni comunali, in cui vince al ballottaggio del 29 maggio con il 59,64% dei voti.
Decide di non ricandidarsi per le amministrative del 2016 e di lasciare la politica per ritirarsi a vita privata, concludendo il suo mandato da sindaco il 20 giugno 2016.